# Lotti Lobsiger-Schibli
Charlotte 'Lotti' Rosina Lobsiger-Schibli (Bern, 14 juli 1912 - aldaar, 2 juli 1975) was een Zwitserse kunstschilderes. Zij nam deel aan de Olympische Zomerspelen van 1948.

## Belangrijkste resultaten

### Olympische Zomerspelen
| Jaar | Plaats | Discipline       | Onderdeel     | Resultaat |
| ---- | ------ | ---------------- | ------------- | --------- |
| 1948 | Londen | kunstwedstrijden | schilderkunst | deelname  |

- SIKART: 4025794